# Whale Island (Angleterre)

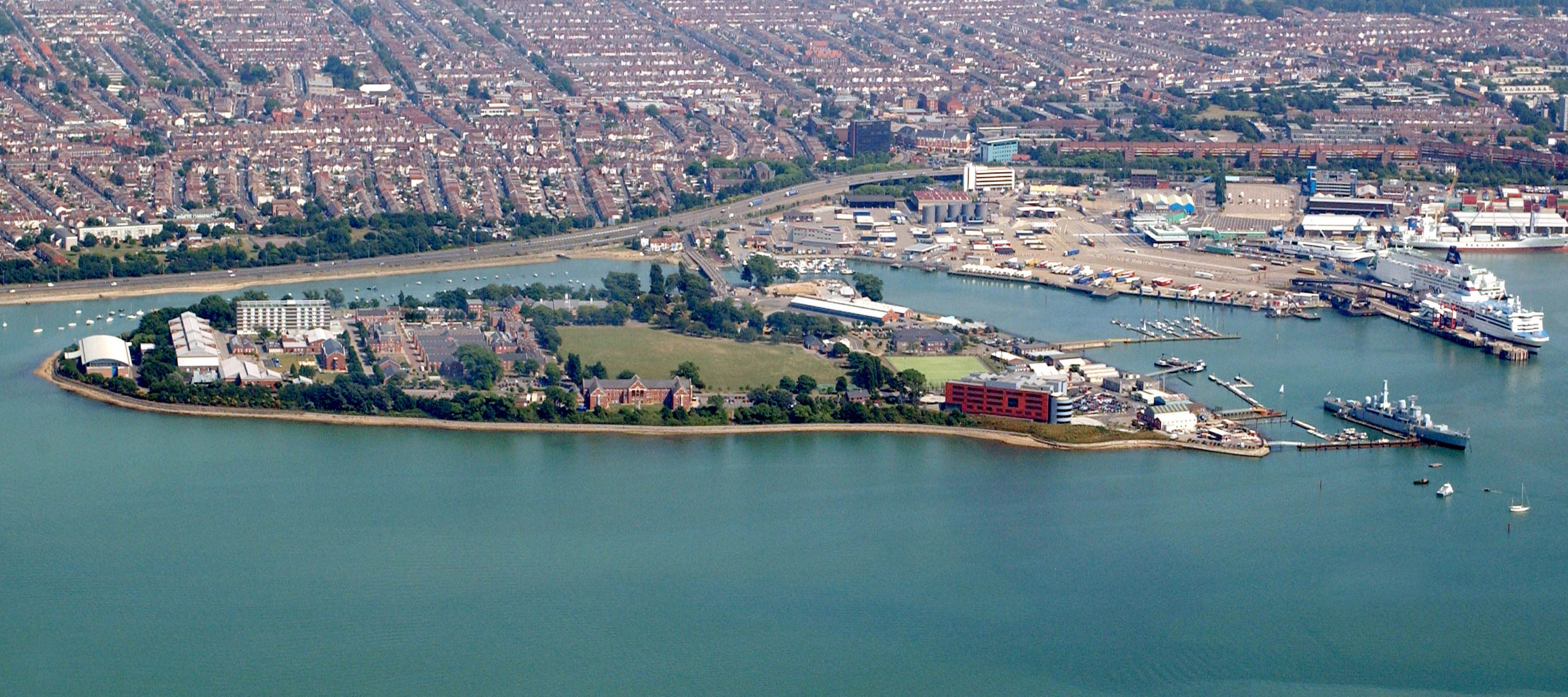
Whale Island.

Whale Island est une petite île dans Portsmouth Harbour (en), à proximité de l'île de Portsea, à Portsmouth. Le quartier général de la Royal Navy (Navy Command Headquarters (en)) y est situé.
L'île est reliée à Portsmouth et à Portsea par des ponts routiers.

## Histoire

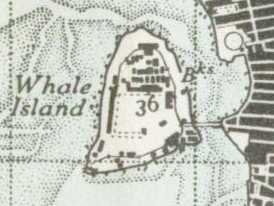
Carte de Whale Island, 1945.

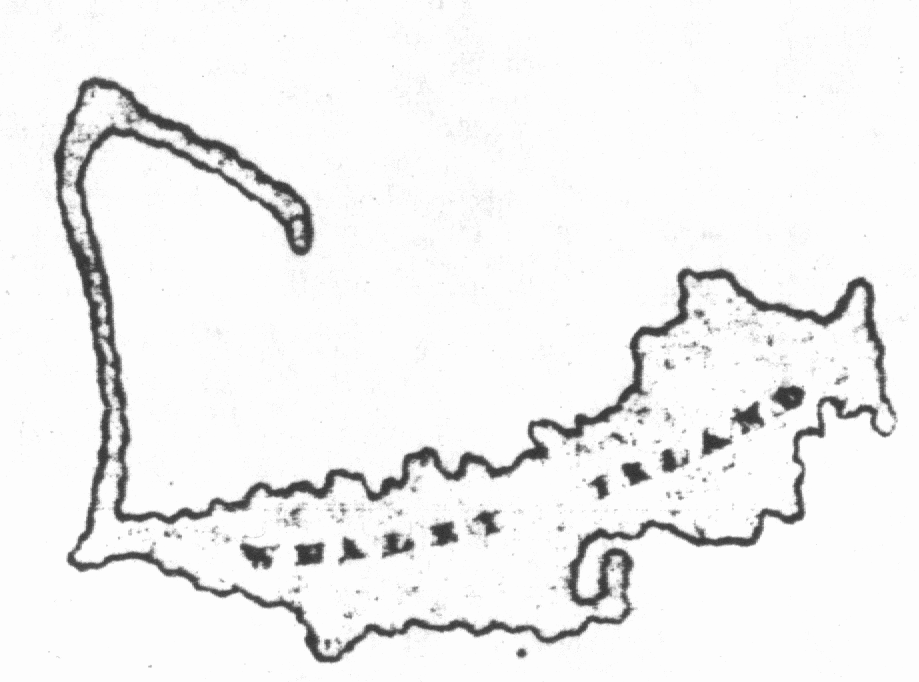
Carte de Whale Island, 1833.

Les cartes de l'Ordnance Survey du port de Portsmouth datant de 1862 montrent l'île sous forme d'une bande étroite : ses dimensions est-ouest étaient semblables à celles d'aujourd'hui, mais du nord au sud, elle ne mesurait que quelques dizaines de mètres. Au nord-ouest, se trouve Little Whale Island. Modern Whale Island est principalement un terrain conquis sur la  mer, utilisant les sédiments dragués dans le port de Portsmouth au cours du XIXe siècle, augmentant la superficie d'environ 125 %. Le travail a été réalisé par le travail forcé des nombreux prisonniers capturés lors des guerres napoléoniennes.

### Expansion

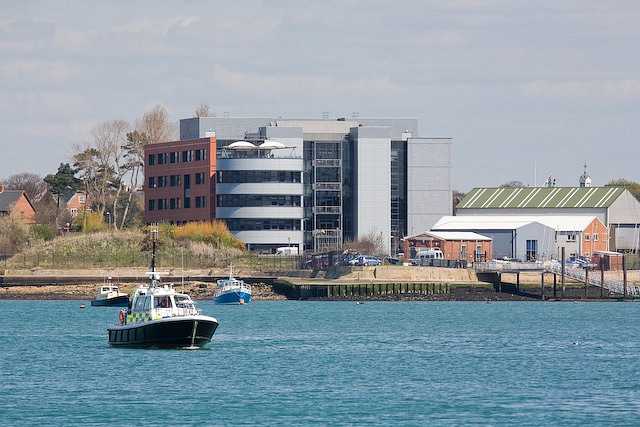
Quartier général de la Navy.

En 1867, un viaduc a été construit du mur nord du chantier naval au coin sud-est de Big Whale Island. Il permettait de déplacer les déblais après le dragage des quais (pour l’agrandissement de HMNB Portsmouth), en conquérant les terres situées entre les îles Big Whale et Little Whale, constituant la base de l’île telle qu’elle se présente aujourd’hui.
Le chemin de fer qui desservait le viaduc a été prolongé autour de l’île pour faciliter la distribution des déblais. Une grande partie de la voie est toujours présente aujourd’hui, ensevelie sous les routes. Les travaux de construction manuels ont été principalement entrepris par des condamnés, une affectation intéressante pour eux, en raison de la nourriture supplémentaire qui leur était accordée.
En 1885, l'île comptait cinq champs de tir à la carabine, mais trois d'entre eux furent désaffectés pour laisser la place à la batterie et à la foreuse (aujourd'hui, c'est un lieu de rassemblement d'été).
Les photos exposées à Whale Island Quarterdeck (construit en 1888) montrent qu'une passerelle menant à Stamshaw, île de Portsea, a été ajoutée peu avant 1898 (intégrant un pont tournant). Un petit pont routier relie maintenant les îles au même point.
Avant la Seconde Guerre mondiale, Whale Island possédaitait un zoo abritant plusieurs animaux offerts aux représentants britanniques par des pays amis.

## Visites
Le HMS Excellent est une base navale en activité. Aussi, elle n'est pas ouverte au public en général. Des portes ouvertes sont cependant organisées. Les personnes intéressées sont invitées à contacter la base.